# Linaria vulgaris
El cotó, gallarets, llinària, llinet o palometa(Linaria vulgaris) és una espècie de planta del gènere Linaria nativa de la major part d'Europa i el nord d'Àsia, des del Regne Units a la península Ibèrica i de Sibèria al nord de la Xina. Tot i així, a la península Ibèrica és bastant rara i només es pot trobar al voltant dels Pirineus i a la Catalunya Nord. També ha estat introduïda i ara és comuna a Amèrica del Nord. Apareix en llocs ruderals, dunes on en terres pertorbades o cultivades. És aliment per a nombrosos insectes.
La Flora dels Països Catalans esmenta l'existència d'una subespècie: L.vulgaris ssp italica, amb flors més petites, més aviat sense pèls, l'esperó més curt (<1cm) i fulles planes (no revolutes). També és bastant rara però potser es pot trobar més fàcilment al vessant sud dels Pirineus. Aquest taxon és sinònim de Linaria angustissima segons el criteri de Borbás, recollit així a la Flora Ibérica.
És una planta perenne amb tiges d'erectes a decumbents, de 15 a 90 cm d'alt amb fulles fines glauques i de color verd-blavós de 2–6 cm de llarg i 1–5 mm d'ample. Les flor són similars a les d’Antirrhinum majus, 25–33 mm de llarg i de color groc pàl·lid excepte el llavi inferior que és taronja, apareixen en raïms densos terminals des de mig estiu a mitja tardor. El fruit és en càpsula globosa de 5–11 mm de llarg i 5–7 mm d'ample amb moltes llavors